# قرن الضباب

تعديل مصدري - تعديل

قرن الضباب هي إحدى قرى عزلة القارة بمديرية رصد التابعة لمحافظة أبين، بلغ تعداد سكانها 222 نسمة حسب تعداد اليمن لعام 2004.